# Pavlo Lazarenko
Pavlo Ivanovyč Lazarenko (in ucraino Павло Івáнович Лазарéнко?; Karpivka, 23 gennaio 1953) è un politico ucraino.
Membro di spicco del Partito Comunista dell'Ucraina e poi di Hromada fu governatore dell'oblast' di Dnipropetrovs'k nonché membro della Verchovna Rada nelle sue prime tre legislature. Primo Vice primo ministro nel governo Marčuk e poi Primo ministro durante la presidenza di Leonid Kučma tra il 1996 e il 1997, è considerato tra i capi del clan di Dnipropetrovs'k e dopo la sua fuga dall'Ucraina nel 1999 è stato condannato per reati finanziari in Svizzera e negli Stati Uniti d'America, dove risiede da allora come richiedente di asilo, mentre nel suo paese di origine è ricercato anche come mandante di almeno tre omicidi.

## Biografia
Nacque nel villaggio di Kaprivka (distretto di Šyroke), nell'allora Repubblica Socialista Sovietica Ucraina, nel 1953 come secondo di tre fratelli; suo padre, Ivan Tryfonovyč, era un giardiniere. Nel 1970 ha lavorato come autista in una fattoria collettiva per poi prestare servizio militare nell'esercito sovietico tra il 1971 e il 1973 al confine con l'Afghanistan. Successivamente si è iscritto presso la Facoltà di Agraria dell'Istituto agrario di Dnipropetrovs'k, laureandosi nel 1978 in agronomia.
Dopo aver lavorato tra il 1978 e il 1983 in un'altra fattoria collettiva, nel distretto di Novomoskovs'k, fu poi nominato capo del dipartimento dell'agricoltura dell'amministrazione del distretto di Caryčanka. Tra il 1985 e il 1990 ha ricoperto diverse posizioni nelle sezioni locali del Partito Comunista dell'Ucraina.
Nel 1990 fu eletto alla Verchovna Rada nel distretto elettorale di Šyroke e terminò prematuramente il suo mandato nel 1992 dopo la nomina da parte del Presidente Leonid Kravčuk quale suo rappresentante per l'amministrazione dell'oblast' di Dnipropetrovs'k, venendo rieletto al parlamento nel 1994 e nel 1998; rimase in carica quale capo dell'amministrazione regionale fino alla nomina a Primo Vice primo ministro con deleghe all'energia nel governo Marčuk nel 1995. In questa veste gestì gli accordi per la fornitura di gas con Russia e Turkmenistan, entrando in contatto con l'imprenditrice Julija Tymošenko, allora a capo della società Jedyni Enerhetyčni Systemy Ukraïny (JESU). Alla caduta di Marčuk fu nominato dal Presidente Leonid Kučma quale Primo ministro, attraversando l'implementazione della nuova Costituzione dell'Ucraina nel 1996. A luglio dello stesso anno è stato bersaglio di un attentato dinamitardo all'aeroporto di Kiev-Boryspil'.
Nell'ambito dei negoziati per il Trattato di amicizia russo-ucraino ha firmato con l'omologo russo Viktor Černomyrdin gli accordi inerenti alla concessione da parte dell'Ucraina di alcune strutture strategiche a Sebastopoli, nel più ampio quadro della controversia riguardante lo stazionamento della Flotta del Mar Nero nella base navale della città.
Il 2 luglio 1997 è stato rimosso per decreto del Presidente Kučma per motivazioni di salute anche se secondo alcune fonti sarebbe stato costretto alle dimissioni. Rieletto in parlamento divenne poi capogruppo di Hromada.
Nel 1998 il Procuratore generale dell'Ucraina Mychajlo Poteben'ko ha aperto un'indagine a suo carico con l'accusa di appropriazione indebita; successivamente Lazarenko è stato arrestato il 2 dicembre 1998 a Basilea, in Svizzera, con l'accusa di riciclaggio di denaro. Secondo la tesi dell'accusa avrebbe approfittato della sua posizione a capo dell'oblast' di Dnipropetrovs'k per appropriarsi di denaro ai danni dello Stato; un patrimonio pari a 6,5 milioni di dollari statunitensi è stato sequestrato dalle autorità elvetiche. Rilasciato due settimane dopo dietro pagamento di una cauzione di 4 milioni di franchi lasciò poi il paese in favore degli Stati Uniti d'America. Il procedimento svizzero si è concluso nel 2000 con un accordo fra le parti nell'ambito del quale Lazarenko si è riconosciuto colpevole dell'accusa di riciclaggio di denaro ricevendo una condanna pari a 18 mesi. Successivamente Poteben'ko ha confermato la restituzione da parte della Svizzera dei fondi illecitamente depositati nel paese.
Trasferitosi negli Stati Uniti, dove ha richiesto asilo politico, è stato nuovamente arrestato il 19 febbraio 1999 con l'accusa di aver riciclato 114 milioni di dollari in banche statunitensi; parallelamente la magistratura statunitense ha provveduto al blocco di 80 milioni di dollari depositati su un conto bancario ad Antigua. L'FBI era sulle sue tracce già da metà anni '90 nell'ambito di alcune indagini sull'imprenditore Peter Kiritchenko, divenuto poi testimone nell'ambito del procedimento contro Lazarenko. Il processo iniziò nel 2004 e nell'agosto 2006 una corte distrettuale di San Francisco lo ha condannato a nove anni di reclusione in un penitenziario federale per riciclaggio, frode ed esportazione di beni rubati e gli ha comminato una multa di 10 milioni di dollari. Dopo aver scontato la sua pena nei penitenziari di Dublin e Terminal Island (Los Angeles) è stato rilasciato il 1º novembre 2012 dopo una riduzione della pena e dell'importo del comprovato abuso finanziario. Contestualmente è stato accusato a più riprese di esser stato il mandante degli omicidi del parlamentare, imprenditore e presunto capo del clan di Donec'k Jevhen Ščerban, del parlamentare ed ex governatore della Banca nazionale ucraina Vadym Het'man e dell'imprenditore Aleksandr Momot insieme a Julija Tymošenko. Tuttavia ha negato qualsiasi coinvolgimento nella vicenda. Nel 2008 Transparency International nell'ambito del suo Global Corruption Report ha posizionato Lazarenko all'ottavo posto nella classifica dei leader politici più corrotti al mondo, stimando che abbia guadagnato indebitamente almeno 600 milioni di dollari.

## Vita privata
Si sarebbe sposato due volte: una prima volta con Tamara, economista, ed una seconda volta con Oksana Tsykova, interprete durante il suo processo nel 2004 e avvocato; ha tre figli e vive nella contea di Marin, in California.